# Генрих IV, часть 1
«Ге́нрих IV, часть 1» — историческая хроника английского драматурга Уильяма Шекспира. Первая часть была опубликована в 1598 году.

## История создания. Место и время действия
Первая часть «Генриха IV» является прямым продолжением «Ричарда II». Исходя из этого, а также учитывая тот факт, что первая часть «Генриха IV» появилась в печати непосредственно за «Ричардом II», исследователи полагают, что I и II части пьесы возникли сразу же после написания «Ричарда II». Это уже более зрелые хроники Шекспира, в которых он освободился от влияния своих предшественников (прежде всего Марло) и вывел историческую драму на новый уровень.
Действие происходит в Англии в начале XV века и охватывает небольшой промежуток времени от битвы при Хомильдон-Хилле (14 сентября 1402 года) до битвы при Шрусбери (21 июля 1403 года). Главная сюжетная линия пьесы — борьба короля с мятежными баронами. События и характеристика самого Генриха IV совпадают с фактами, сообщаемыми Холиншедом в его «Хрониках». Соответствует им и портрет гуляки принца Уэльского.
Шекспир оставил в стороне взаимоотношения Генриха IV и парламента и церкви, его борьбу с лоллардами. Автор пьесы сосредоточил своё внимание на противостоянии короля и его прежних союзников, поддержавших в своё время его при свержении Ричарда II.
По мнению Ф. А. Брауна, «Генрих IV» — драма нового типа, «драматический эпос», так как собственно драматического действия в ней мало, да и от него автор отвлекает внимание рядом действующих лиц, почти не связанных с главной сюжетной линией. Героем хроники оказывается не король, а беспринципный пьяница сэр Джон Фальстаф. Осколок уходящего феодального строя, фигура, знаменующая моральный и материальный упадок английской аристократии, разорённой междоусобной войной. Фальстаф наделён своеобразной жизненной «философией», делающей привлекательным этого прожжёного плута. Он готов посмеяться над всем, но, прежде всего, над собой, он трезво смотрит на жизнь, он проницателен. Слава и почести для него ничто, а деньги он любит лишь потому, что они есть средство достижения радостей жизни. Пьеса была так популярна именно благодаря этому персонажу.
В первой части «Генриха IV» Шекспир развивает тему (намеченную уже в «Ричарде II») своего любимейшего (по определению И. И. Иванова) героя — принца Уэльского, будущего короля Генриха V. Принц Хэл — натура цельная, человек, не знающий сомнений, воплощение здравого смысла. Оставив двор, где нет для него настоящего дела, он развлекается в компании проходимцев, которым прекрасно знает цену, не столько из жажды удовольствий, сколько от «избытка крови и энергии». Но он верит, что придёт его час, и:
…распутные повадки бросив

И уплатив нежданно старый долг,

Все обману дурные ожиданья,

Являя людям светлый образ свой;

И, как в породе тёмной яркий камень,

Мой новый лик, блеснув над тьмой греховной,

Величьем больше взоров привлечёт,

Чем не усиленная фольгой доблесть.

Себе во благо обращу я злое

И, всем на диво, искуплю былое.действие I, сцена II; перевод Е. Бируковой

## Действующие лица
выделены — главные герои
- Король Генрих IV

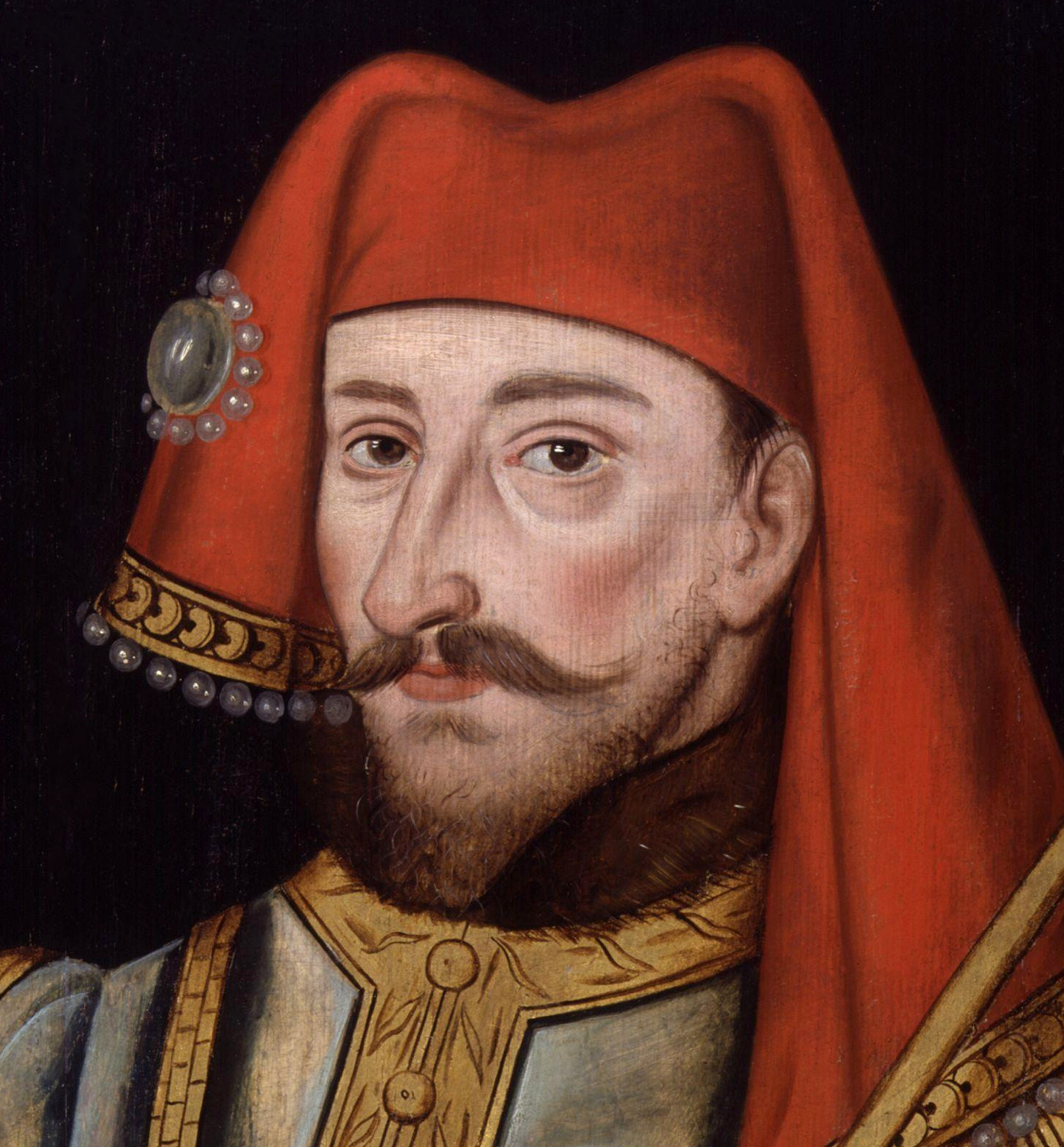
Генрих IV

- Генрих, принц Уэльский, сын короля
- Джон, принц Ланкарстерский, сын короля
- Граф Уэстморленд
- сэр Уолтер Блент

- Томас Перси, граф Вустер

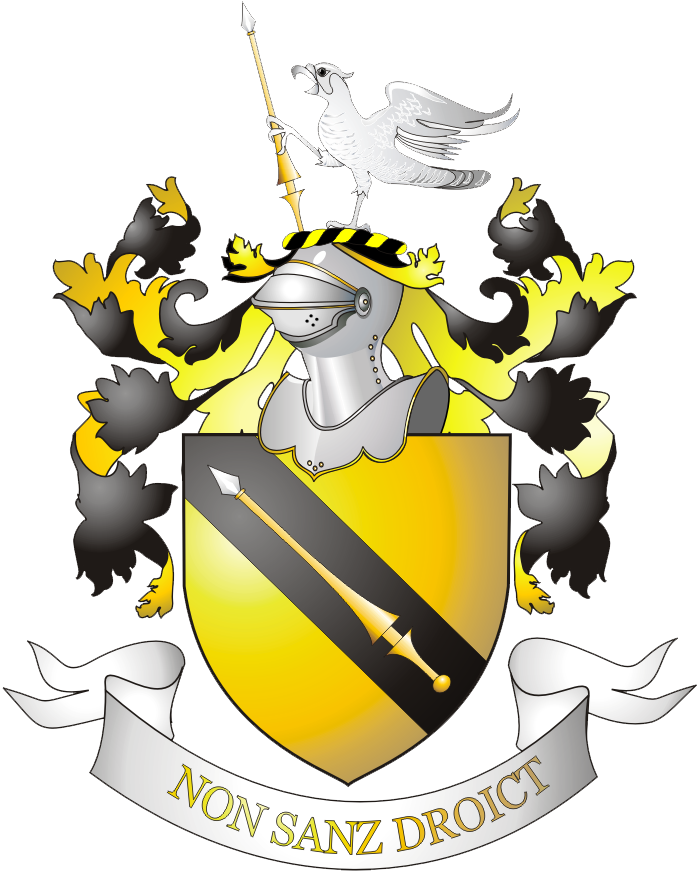
Герб с девизом рода Шекспиров Non Sanz Droict — «Не без права»

- Генри Перси, граф Нортумберленд, его брат
- Генри Перси, по прозванию Хотспур, его сын
- Эдмунд Мортимер, граф Марчский
- Ричард Скруп, архиепископ Йоркский
- Арчибальд, граф Дуглас
- Оуэн Глендаур
- Сэр Ричард Вернон
- Сэр Джон Фальстаф
- Сэр Майкл, друг архиепископа Йоркского
- Пойнс
- Гедсхиль
- Пето
- Бардольф
- Франсис
- Леди Перси, жена Хотспура и сестра Мортимера
- Леди Мортимер, жена Мортимера и дочь Глендаура
- Мистрис Куикли, трактирщица в Истчипе

Лорды, офицеры, шериф, буфетчик, трактирные слуги, коридорные, два извозчика, проезжие и свита

## Место действия
Действие происходит в Англии в начале XV века.

## Сюжет
Король Генрих IV хочет организовать крестовый поход в Палестину. Но бесконечные войны и беспорядки в Англии мешают этому плану короля. Сэр Уолтер Блент и граф Уэстморленд приносят плохие вести о битвах. Они сообщают, что граф Марчский, Эдмунд Мортимер (тот, кого Ричард II незадолго до смерти назначил своим наследником), попали в плен к предводителю уэльского восстания Оуэну Глендауру. Однако скоро возвращаются с войны граф Вустер, граф Нортумберленд и его сын Хотспер, победитель шотландцев, возглавляемых Арчибальдом Дугласом. Хотспер согласен передать королю пленников, захваченных в битве, в обмен на обещание короля выкупить пленного Мортимера. Король отказывается выкупать Мортимера, которого считает предателем, подозревая, что тот специально сдался в плен Глендауру, так как женат на его дочери. Отказ Хотспера отдать пленников оскорбляет короля. Со своей стороны Хотспер затаил обиду. Он становится главой заговора баронов, недовольных правлением Генриха IV. К ним присоединяются Глендаур, Мортимер, архиепископ Йоркский Ричард Скруп и Арчибальд Дуглас.
Генрих, принц Уэльский, проводит время в развлечениях с компанией собутыльников. Принц вместе с проходимцем Пойнсом разыгрывают гуляк во главе с Фальстафом, ограбивших двух торговцев. Генрих и Пойнс под видом разбойников, не встретив сопротивления у Фальстафа и компании, отбирают у них добычу.
Принц и Пойнс празднуют победу в одном из трактиров в Истчипе. Появляется Фальстаф, рассказывающий свою версию происшествия: он храбро сражался с превосходящими силами противника. Фальстаф упрекает принца в том, что тот не помог ему, а когда выясняется правда о его трусливом поведении, смеётся, ничуть не смущаясь. Появляется гонец с сообщением, что король Генрих зовёт принца во дворец.
Тем временем Хотспер и его сторонники собирают огромное войско, чтобы начать мятеж и уничтожить короля.
Когда принц Генрих встречается со своим отцом, король упрекает его за образ жизни, не подобающий принцу. Принц обещает отцу, что будет вести себя как подобает сыну короля и будущему королю Англии. После этого, когда гонцы сообщают, что враги готовят мятеж и войска уже на поле, король Генрих собирает все войска, сторонников и направляется к полю боя.
Обе стороны готовятся. Граф Вернон ведёт переговоры с королём. Король просит его сообщить мятежникам, что он может их простить, если они прекратят бунт. Но Вернон не сообщает Хотсперу об этом. Начинается бой. В сражении участвует и сэр Джон Фальстаф, но всё время прячется. Он даже в один момент дерётся с Дугласом, но притворяется мёртвым, чтобы остаться в живых. В бою убивают сэра Уолтера Блента, сторонника короля. Хотспер дерётся с принцем Генрихом, который убивает Хотспера. А потом в плен попадают графы Вустер и Вернон, которых король отправляет на казнь. Дуглас тоже попадает в плен, но принц даёт ему свободу. Так они побеждают мятежников. В конце король со своими сторонниками уходит с поля боя, чтобы заняться архиепископом Йоркским, который готовит новый бунт с Нортумберлендом и новыми врагами.

## Соотношение исторических лиц и персонажей Шекспира

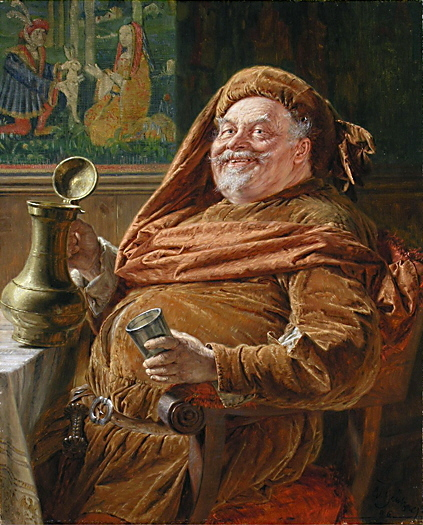
Сэр Джон Фальстаф

- Король Генрих IV (1367—1413). Он был двоюродным братом короля Ричарда II (из рода Плантагенетов), которого сверг с престола в 1399 году и приказал умертвить, после чего сам венчался на царство. В хронике Шекспира король Генрих выглядит гораздо старше своих лет. В действительности он умер на сорок седьмом году жизни.
- Генрих, принц Уэльский (1387—1422) будущий король Генрих V. В соответствии с преданием Шекспир изобразил принца как гуляку, проводящего время в сомнительной компании, в то время как он достаточно активно участвовал в государственных делах при отце.
- Генрих Перси по прозванию Хотспер (1364—1403) от англ. hotspur «горячая шпора»: намек на горячий, пылкий нрав Генриха Перси. У Шекспира Хотспер ровесник принца Уэльского, на самом деле в год смерти ему было сорок лет.
- В образе Эдмунда Мортимера Шекспир, следуя за Холиншедом, объединил двух потомков Лайонела, сына Эдуарда III: Эдмунда Мортимера, 3-го графа Марч, зятя Глендаура, и Эдмунда Мортимера, 5-го графа Марч.
- Мистрис Куикли от англ. quick «быстрый, проворный».